# Krassói Sándor
Krassói Sándor, polgári neve: Dimitrovits Lyubomir / Dimitrovics Ljubomir, névváltozat: Dimitrovics Sándor (Arad, 1853. – Mezőcsát, 1909. augusztus 23.) színész.

## Életútja
Szerb származású, görögkeleti vallású volt. Mint elismert titkár, rendező, művezető működött a vidéken, 1882-től. 1883-84-ben Szentgotthárd, Körmend, Kőszeg, Németújvár, Felsőőr, Zalaszentgrót, Sümeg, Perlak, Csurgó, Berzence, Nagyatád, Dombóvár, Alsólendva, Letenye és Csákvár voltak állomásai. 1884-ben Irsai Zsigmond daltársulatának tagja volt, még 1886-ban is nála szerepelt. 1902-ben a 25 éves színészi pályája jutalomjátékául színre került Csókon szerzett vőlegény előadásában szerepelt. 1902-ben Vágújhelyen Báródi Károly színigazgatónál szerepelt mint baritonista, s egyik éjjel mulatás közben szivén lőtte magát. A pályán 30 évet töltött, mint nyugdíjas hunyt el.
Lendvai (Lőwy) Miklóssal közösen szerbről magyarra fordította Kosta Trifković: Szerelmes levél című egyfelvonásos vígjátékát.
Neje a nagykárolyi születésű Bátori (Báthory) Erzsébet, Irsai Zsigmond nevelt lánya, akivel 1884. június 15-én kötött házasságot Nagykanizsán, meghalt 1910. november 21-én, Dunaföldváron 42 éves korában.

## Forrás
- Magyar Színművészeti Lexikon (1929-1931, szerk. Schöpflin Aladár)